# ترابری ریلی در ایران
ترابری ریلی در ایران شامل ۱۵۰۳۷ کیلومتر شبکه راه‌آهن استاندارد و ۹۶ کیلومتر (میرجاوه-زاهدان) راه‌آهن عریض است. ساخت و گسترش راه‌های آهن در ایران توسط شرکت ساخت و توسعه زیربناهای ترابری انجام می‌پذیرد. نگهداری و تعمیر و همچنین بهره‌برداری از این شبکه برعهده شرکت راه‌آهن جمهوری اسلامی ایران است.
سهم ترابری ریلی از ترابری در ایران اندک است. این، پتانسیل‌های اقتصادی و گردشگری در ایران را محدود نگه داشته است. تا آغاز دههٔ ۲۰۲۰ میلادی، ایران از تمام برنامه‌های گسترش ترابری ریلی خود، عقب بوده و هیچ‌یک از مسیرهای قابل بهره‌برداری برای بازرگانی و صادرات بین‌المللی ایران، به‌روزرسانی نشدند. تا این دوره، ایران از بسیاری از کشورهای فقیر و کوچک‌تر نیز راه‌آهن کمتری داشته است. فرسودگی و کمبود زیرساخت و زمین‌گیرشدن لکوموتیوهای ایران تا پایان دههٔ ۲۰۲۰ و نبود سرمایه‌گذاری داخلی و خارجی، مشکلات اصلی راه‌آهن ایران در نیم‌قرن گذشته بوده‌اند. این کشور برای کنار آمدن با فرسودگی کشنده‌ها، برنامه‌هایی داشته است. ایران تا دههٔ ۲۰۲۰ میلادی، هنوز نتوانسته است لوکوموتیو-قطارهای برقی خریداری کند. این کشور برای سال‌ها لوکوموتیوهای دیزل اسقاط و از رده خارج‌شدهٔ کره را تعمیر می‌کرده و وارد شبکه خود می‌کرده است. در همین دوره، دولت ایران با قیمت‌گذاری دستوری، عملاً امکان سرمایه‌گذاری خارجی یا خصوصی را از این بخش ترابری ایران، گرفته بود.
کارشناسان برای پیشگیری از افزایش مشکلات این بخش ترابری ایران، پیشنهاد کاهش دخالت دولت ایران در قیمت‌گذاری‌ها را داده بودند.

## پیشینه
پیشینه ساخت و بهره‌برداری موفق نخستین راه‌آهن در ایران به دوره پادشاهی قاجار در سال ۱۲۲۷ خورشیدی (۱۸۴۸ میلادی) از بندر انزلی به پیربازار بازمی‌گردد و باقی‌مانده‌های این مسیر همچنان در اداره کل بندرها و دریانوردی استان گیلان در بندرانزلی و یک لوکوموتیو بخار در محوطهٔ اداره کل بندرهای استان گیلان (بندرانزلی) وجود دارد. ۱۲ کیلومتر از این راه‌آهن تا میانه‌های دورهٔ رضاشاه هم‌چنان استفاده می‌شده است.
در سال ۱۲۶۱ خورشیدی (۱۸۸۲ میلادی)، خط تراموایی میان تهران و شاه‌عبدالعظیم به طول ۸۷۰۰ متر کشیده شد. عرض این راه‌آهن یک متر بود و مسیو بواتال فرانسوی آن را اجرا کرد و سپس به یک بلژیکی واگذار شد. در سال ۱۲۶۵ خورشیدی (۱۸۸۶ میلادی) خط راه‌آهن محمودآباد (سواحل جنوبی دریای کاسپین) به آمل احداث شد که اگرچه در نظر بود تا تهران ادامه یابد، اما با کارشکنی‌های پیمانکارهای بلژیکی به شکست انجامید و خط‌های آن برچیده و برای ساخت تلگراف بهره‌برداری شد.
در هجده آبان ۱۲۶۹ خورشیدی (۹ نوامبر ۱۸۹۰) ناصرالدین شاه قاجار پیمان‌نامه‌ای با روسیه تزاری امضا کرد که ایران را از ساخت راه‌آهن تا ده سال بازمی‌داشت. این محدودیت در دسامبر ۱۸۹۹ برابر با شروط وام شصت میلیون فرانکی روسیه با دست‌خط مظفرالدین‌شاه برای ده سال دیگر تمدید شد.

### راه‌آهن جلفا-تبریز
در سال ۱۲۹۲ بانک استقراضی روسیه امتیاز ساخت راه‌آهن جلفا به تبریز و صوفیان به شرفخانه را به دست آورد. سال بعد در ۱۲۹۳ جنگ جهانی اول آغاز شد و بانک استقراضی این امتیاز را به دولت روسیه تزاری واگذار کرد که راه‌آهن تبریز به جلفا را به طول ۱۴۹ کیلومتر برای ارتش خود ساخت و در سال (۱۲۹۵ش-۱۹۱۶م) به بهره‌برداری رساند اما پس از پایان جنگ و انقلاب بلشویکی ۱۹۱۷ سیاست‌های جدید حکومت کمونیستی بر آن قرار گرفت که دولت شوروی در دهم حوت (اسفند) ۱۲۹۹ش (مارس ۱۹۲۱م) با عقد عهدنامه مودت با ایران، راه‌آهن جلفا به تبریز و صوفیان به شرفخانه را همراه با تمام ابنیه و وسایل نقلیه و متعلقات آن، بلاعوض به دولت ایران واگذار کند.
این راه‌آهن به دلیل نبود لوکوموتیو بی‌استفاده ماند تا اینکه مجلس شورای ملی در ۲۴ اردیبهشت ۱۳۰۴ به درخواست دولت، پرداخت مبلغ یکصد و هفتاد هزار تومان را به تصویب رساند که بخشی از آن هزینه خرید لوکوموتیو و واگن و راه‌اندازی راه‌آهن جلفا به تبریز و بخش دیگر، صرف کشتیرانی در دریاچه ارومیه شود. عرض ریل‌ها در ابتدا ۱۵۲۰ میلی‌متر مطابق با عرض خط راه‌آهن شوروی بود که با اتصال خط راه‌آهن آذربایجان به خطوط سراسری در سال ۱۳۳۶ ش، عرض خطوط به ۱۴۳۵ میلی‌متر (بین‌المللی) تبدیل و راه‌آهن آذربایجان به راه‌آهن سراسری کشور متصل شد. این راه‌آهن، نخستین مسیر از خطوط آهن است که اکنون نیز بهره‌برداری می‌شود. مسیر جلفا به تبریز نخستین و تنها خط برقی کشور است.

### راه‌آهن بوشهر-برازجان
در سال ۱۲۹۷ (۱۹۱۸ میلادی) انگلیسی‌ها راه‌آهنی از بوشهر تا برازجان به طول شصت کیلومتر کشیدند که بیشتر جنبه نظامی داشت، گرچه واردات کالا از انگلستان را نیز از طریق بوشهر آسان می‌کرد. در پایان جنگ جهانی نخست، انگلستان پیشنهاد فروش این راه‌آهن را به شهرداری بوشهر کرد که بودجه شهرداری بوشهر برای خرید آن کفاف نمی‌داد. پس سازندگانش راه‌آهن را جمع کردند و به بصره عراق انتقال دادند.

### راه‌آهن میرجاوه-زاهدان
انگلیسی‌ها خط راه‌آهن دیگری نیز در دوران جنگ جهانی اول از میرجاوه به زاهدان کشیدند که پس از جنگ در سال ۱۲۹۹ برای بهره‌برداری عمومی افتتاح شد اما با خروج نیروهای انگلیسی این راه‌آهن بی استفاده ماند تا اینکه در سال ۱۳۱۱ دولت با هزینه چهارصد هزار تومان، این راه‌آهن را دوباره فعال کرد. در دوره رضاشاه طرحی برای اتصال این راه‌آهن از مسیر بیرجند به مشهد در دست بررسی بوده است.

### راه‌آهن سراسری

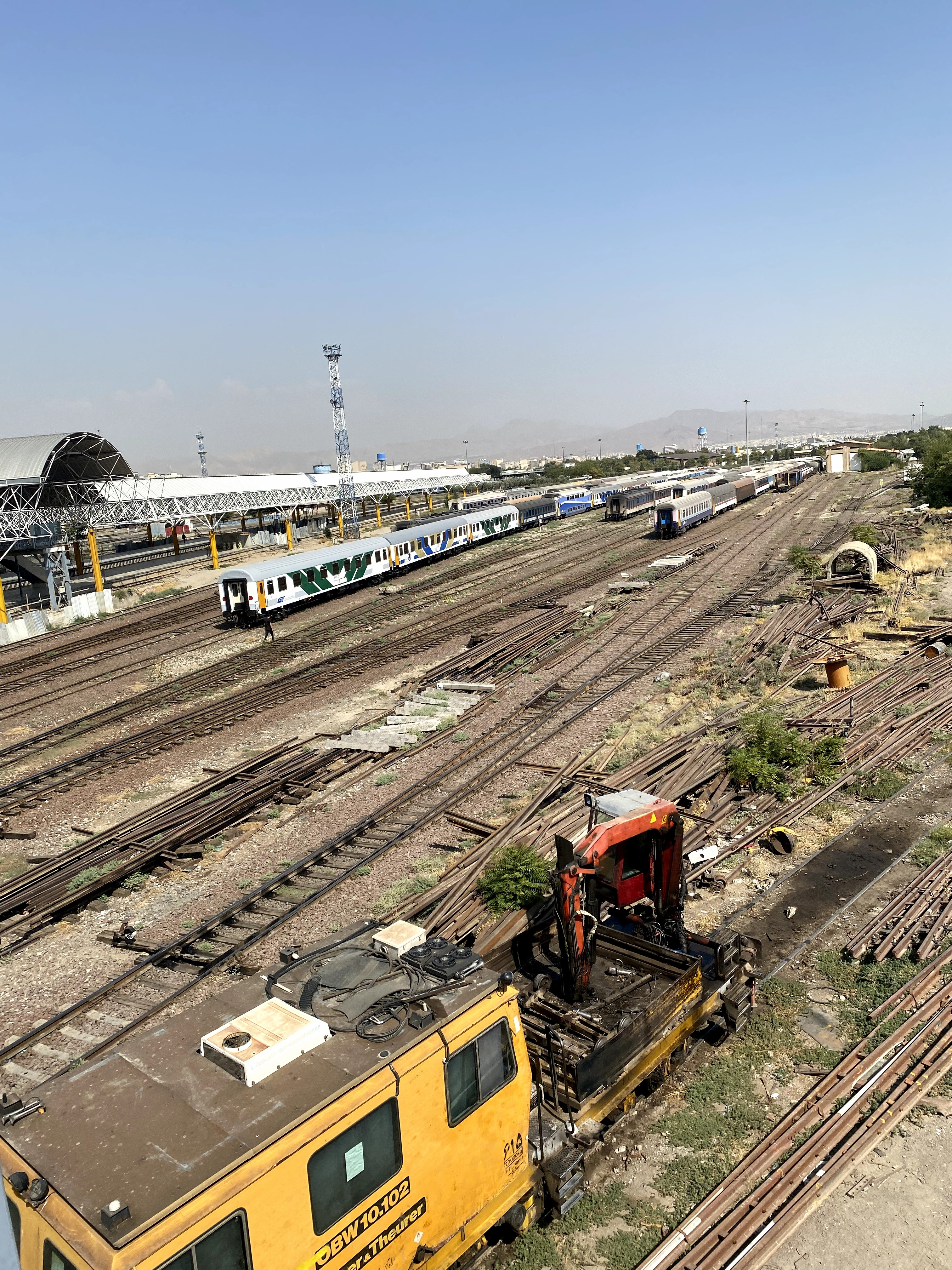
ایستگاه راه‌آهن تهران

ایجاد راه‌آهن سراسری در ایران همواره یکی از آرزوهای بزرگ و ملی شمرده می‌شد، و با اینکه نزدیک نیم قرن کوشش‌هایی برای انجام آن به عمل می‌آمد، تحقق این آرزوی ملی تا سال ۱۳۰۶ به طول انجامید.

#### تأمین بودجه
در اواخر دوره قاجار گروهی از تاجران تهران نشست‌هایی برای تأمین هزینه ساخت راه‌آهن تشکیل دادند و اعلام آمادگی کردند که برای ساخت راه‌آهن شرکتی تشکیل بدهند. در پی این مذاکرات، زین‌العابدین رهنما که نماینده مجلس شورای ملی بود در نوزدهم آذر ۱۳۰۳ طرحی به امضای خود و هفده نماینده دیگر به مجلس داد که انحصار کامل واردات قند و شکر و چای و شیرینی‌جات را به دولت واگذار کند تا دولت درازای صدور مجوز واردات این کالاها برای هر تاجر، از هر یک من قند یا شکر یا شیرینی‌جات دو قران و از هر یک من چای شش قران دریافت کند، درآمد حاصله نیز تنها برای ساخت راه‌آهن هزینه شود. چندی بعد در حالی که این طرح هنوز در مجلس به شور گذاشته نشده بود، دولت سردارسپه محتوای آن را به صورت لایحه‌ای به مجلس داد و به جای طرح رهنما، آن لایحه به جریان افتاد و در نهم خرداد ۱۳۰۴ به تصویب رسید که انحصار واردات قند و شکر را در دست دولت می‌گذاشت و درآمد دولت از این راه را به ساخت راه‌آهن اختصاص می‌داد. با مشخص شدن محل بودجه، در ۲۹ دی همان سال، لایحه احداث راه‌آهن به مجلس داده شد.

#### ساخت راه‌آهن

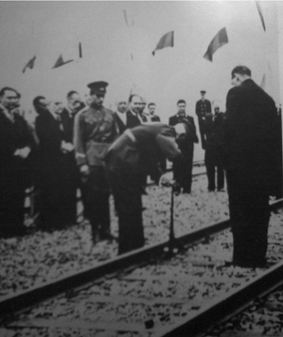
رضاشاه پهلوی در حال سفت کردن آخرین پیچ راه‌آهن سراسری در ایستگاه سفید چشمه اراک.

در لایحه‌ای یک فوریتی که در ۲۹ دی ۱۳۰۴ در مجلس شورای ملی طرح شد، این خطوط پیش‌میانی شده بود:
- طهران - بندرجز (بندرگز)
- طهران - خرمشهر
- طهران- قطور
- طهران- دزداب (زاهدان)
- طهران - چاه‌بهار
- طهران - بندرلنگه
- طهران - ساوجبلاغ (مهاباد)
- طهران - آستارا

در این لایحه که در بیستم بهمن ۱۳۰۴ به تصویب رسید، ۲۵۰ هزار تومان برای نقشه‌برداری این خطوط جهت تدارک برای احداث راه‌آهن پیش‌میانی شد. در آغاز بنا بود که کارخانه ذوب‌آهن برای تولید ریل راه‌آهن احداث و سپس ساخت راه‌آهن آغاز شود. متخصصانی از شرکت کروپ آلمان آورده شدند که بررسی آنان نشان داد احداث کارخانه ذوب آهن دوازده میلیون تومان هزینه دارد و حتی احداث کارخانه‌ای کوچک کمتر از چهار و نیم میلیون تومان خرج برنخواهد داشت و پنج سال نیز به طول خواهد انجامید. در نتیجه دولت تصمیم گرفت ساخت راه‌آهن را با ریل وارداتی آغاز کند و در کنار آن نیز، احداث کارخانه ذوب‌آهن کوچک را پی بگیرد.
در طول سال ۱۳۰۵ که مهندسان در حال بررسی برای یافتن مسیرهای مناسب احداث راه‌آهن بودند، بحث‌های بسیاری میان مردم و رسانه‌ها بر سر تعیین این مسیرها جریان داشت. در دوم اسفند ۱۳۰۵ دولت لایحه‌ای دوفوریتی به مجلس برد که مسیر نخستین خطی را که باید از خرمشهر به بندرگز کشیده شود، به شکلی تعیین می‌کرد که از خرم‌آباد، همدان و تهران بگذرد. این تعیین مسیر، موافقت‌ها و مخالفت‌های بسیاری در داخل و خارج مجلس برانگیخت. در اصفهان و شیراز، عده‌ای از مردم در تلگراف‌خانه‌ها تحصن کردند و تلگراف اعتراض به مجلس فرستادند اما سرانجام پس از دو جلسه بحث و جدل فراوان، نمایندگان مسیر پیشنهادی دولت را پذیرفتند. هزینه ساخت این خط ۷۲ میلیون تومان برآورد شده بود. این قانون دولت را مکلف می‌کرد ساخت راه‌آهن را در کمتر از شش ماه به مناقصه بگذارد.
در سال ۱۳۰۶ قرارداد نقشه‌برداری برای احداث خطوط راه‌آهن با کنسرسیومی متشکلی از کمپانی آمریکایی یولن و شرکت‌های آلمانی فیلیپ هولتسمان- ویولیوس برگر و زیمینس باواونیون به بهای هر کیلومتر حداکثر ۳۶۸ تومان بسته شد.

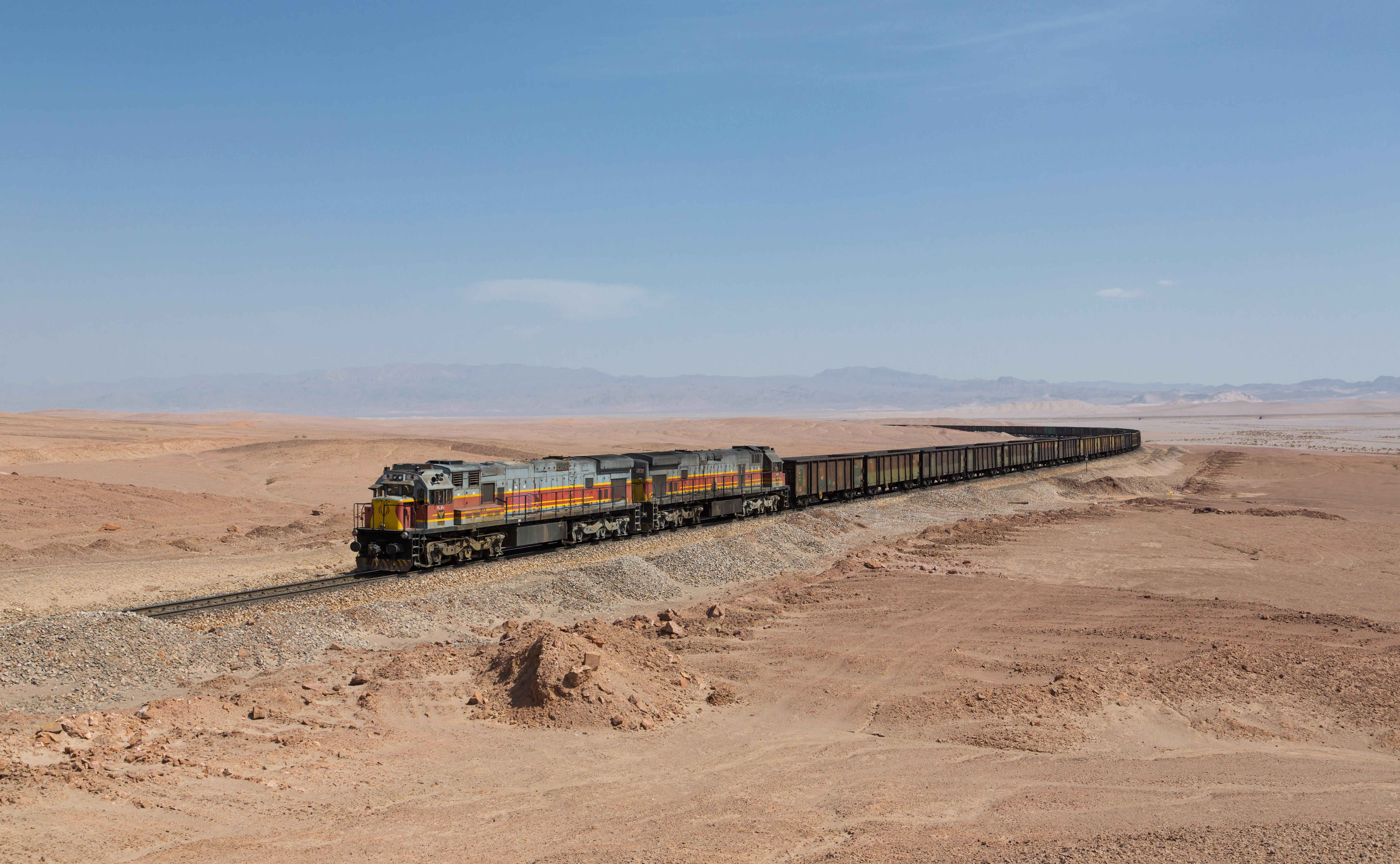
در تاریخ ۳ شهریور ۱۳۱۷، راه‌آهن سراسری ایران را رضاشاه رسماً افتتاح کرد. در تصویر، نگاره‌ای از یک لوکوموتیو سری جی‌ئی یو۳۰سی متعلق به راه‌آهن ایران در حال انتقال بار سنگ آهن در منطقه‌ای میان بافق و یزد.

#### بهره‌برداری از راه‌آهن سراسری
بهره‌برداری کامل از راه‌آهن در سال ۱۳۱۴ آغاز شد. علی منصور وزیر طرق و شوارع در دوازدهم امرداد این سال لایحه‌ای برای تشکیل مؤسسه راه‌آهن دولتی کشور به تصویب مجلس شورای ملی رساند تا از اول مهر ۱۳۱۴ «نگاه‌داری و به کار انداختن کلیه اموال و اثاثیه و ابنیه و وسائل ناقله و ساختمان‌های فنی و غیره متعلق به خطوط آهن و کشتی‌رانی دریاچه رضائیه» را به عهده‌بگیرد.
مؤسسه دولتی راه‌آهن جزو تشکیلات وزارت طرق و هیئت مدیره آن علاوه بر مدیرکل راه‌آهن، مرکب از سرمهندس راه‌آهن (معاون فنی مدیرکل)، یک عضو مهندس و رئیس محاسبات راه‌آهن بود. این مؤسسه همچنین دارای هیئت نظارتی بود که رئیس آن معاون وزارت طرق و دیگر اعضای آن، یک نماینده از وزارت مالیه، یک نماینده از دیوان محاسبات و دو مهندس از وزارت طرق بود. برای «حفظ انتظامات و اجرای مقررات و تنسیقات اختصاصی راه‌آهن» نیز پلیس انتظامی مخصوصی تشکیل شد.
روز جمعه سی‌ام بهمن ۱۳۱۵ راه‌آهن شمال به تهران رسید و در مراسم بزرگی این مناسبت گرامی داشته شد. ساخت راه‌آهن سراسری ایران در چهارم شهریورماه ۱۳۱۷ به‌پایان رسیده و دو خط شمال و جنوب در ایستگاه راه‌آهن سفیدچشمه اراک در استان مرکزی به یکدیگر متصل و در این روز این راه‌آهن با تشریفات خاصی در این استان رسماً به بهره‌برداری رسید.

#### تکمیل شبکه راه‌آهن

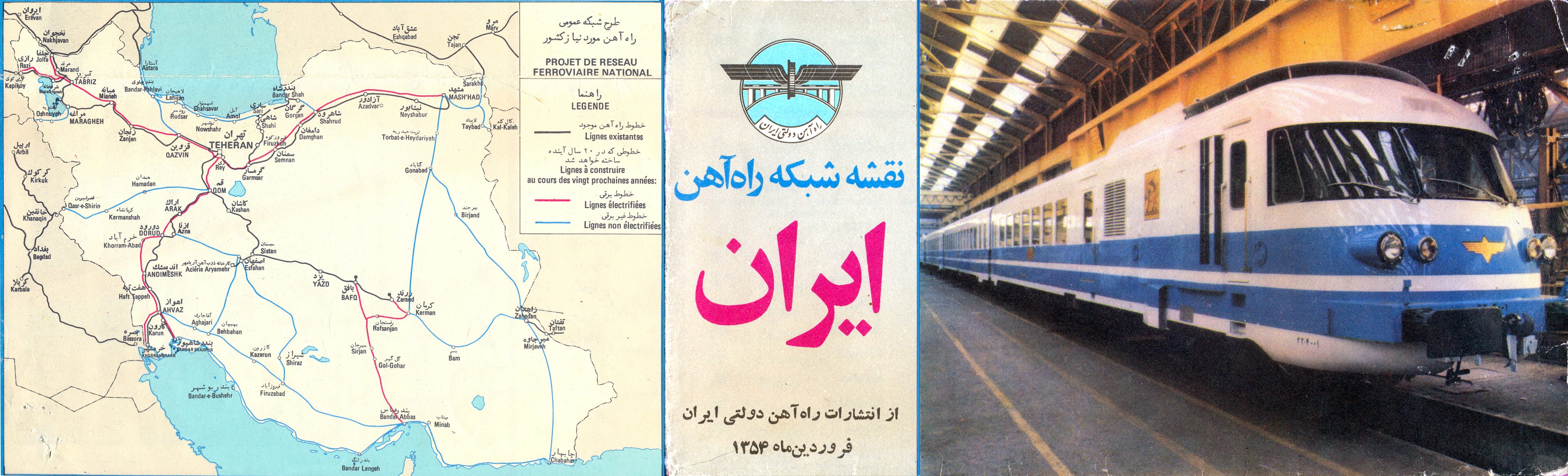
نقشه شبکه راه‌های ریلی ایران فروردین ۱۳۵۴ (تا ۱۳۷۴)

وزارت طرق و شوارع از آن پس مأمور ساختمان سایر خطوط شد. نخستین خطی که پس از خط سراسری اقدام به ساختمان آن شد، خط گرمسار-مشهد بود که ساخت آن از ۲۴ اسفند ۱۳۱۶ آغاز شد و زیرسازی و ریل‌گذاری آن تا ایستگاه شاهرود به طول ۳۱۵ کیلومتر تا سال ۱۳۲۰ به اتمام رسید و بهره‌برداری از آن آغاز شد. اما عملیات ساختمانی از شاهرود به بعد به علت بروز جنگ جهانی دوم متوقف شد تا اینکه وزارت راه پس از پایان جنگ دوباره عملیات ساختمانی آن را از سال ۱۳۲۶ با اعتبارات سازمان برنامه آغاز کرد. پس از پیشرفت عملیات ساختمانی از اسفند ۱۳۳۳ ریل گذاری آن را اداره ساختمان وزارت راه و از هفدهم دی ۱۳۳۴ مؤسسه راه‌آهن دولتی ایران آغاز کرد که در هفدهم دی ۱۳۳۵ خاتمه یافت و از همان تاریخ اقدام به قبول بار از همه نقاط راه‌آهن به این خط شد.

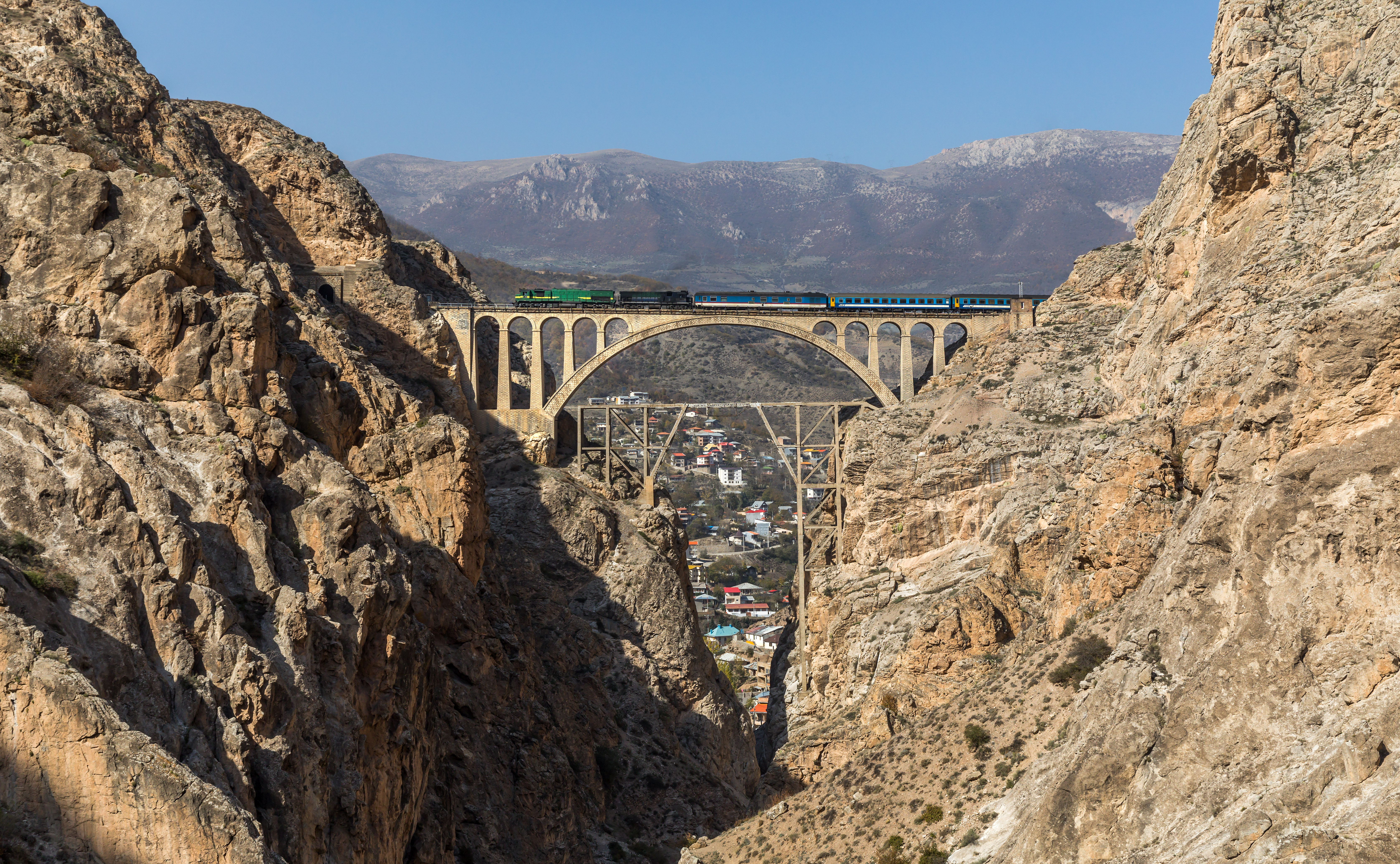
نگاره‌ای از پل ورسک در حین عبور قطار از روی آن.

دومین خطی که پس از تکمیل راه‌آهن سراسری اقدام به ساختمان آن شد، خط تهران-تبریز است که ساختمان آن در هجدهم آبان ۱۳۱۷ از تهران آغاز شد و در چهاردهم آبان ۱۳۲۱ ساختمان و ریل‌گذاری آن تا میانه خاتمه یافت و بلافاصله بهره‌برداری از آن آغاز شد. اما به علت بروز جنگ جهانی دوم عملیات این خط نیز متوقف و پس از پایان جنگ مانند خط گرمسار- مشهد ریل‌گذاری آن را از میانه آغاز کرد که در ۲۹ مهر ۱۳۳۵ به ایستگاه مراغه رسید و از دهم دی ۱۳۳۵ بهره‌برداری از تهران تا مراغه آغاز شد.
ساختمان خط قم - یزد از نهم آذر ۱۳۱۷ از قم آغاز و پیش‌بینی شده بود که در سال ۱۳۲۱ پایان یابد. اما پس از وقایع سال ۱۳۲۰ عملیات این خط نیز متوقف شد. چون قسمتی از زیرسازی این خط حاضر و برای ریل‌گذاری آماده بود در تاریخ ۲۹ فروردین ۱۳۲۶ راه‌آهن دولتی ایران با مصالح موجود اقدام به ریل‌گذاری از قم به کاشان کرد و در تاریخ ۲۶ اردیبهشت ۱۳۲۸ عملیات ریل‌گذاری خاتمه یافت و از نوزدهم خرداد ۱۳۲۸ بهره‌برداری آن آغاز شد.
نقش کشور آلمان نازی در کمک به ساخت راه‌آهن بسیار پر رنگ است به‌ویژه زمانی که هیتلر به کمک کشور ایران آمد چون به خطوط راه‌آهن ایران در حمله به همسایه شمالی ایران، یعنی اتحاد شوروی نیاز بسیار داشت و حتی در مسیر راه‌آهن شمال به جنوب پل ورسک یکی از شاهکارهای مهندسین اتریشی هنوز پابرجاست و زمانی که راه‌آهن به پایان رسید رضا شاه دستور داد به پاس خدمات وکمک کشور آلمان دو ایستگاه راه‌آهن به القاب هیتلر مزین شود یکی از این ایستگاه‌ها در جنوب بود به نام "رهبر " و دیگری در خط شمال "پیشوا "که هر دو از القاب هیتلر بودند و همچنین دستور داده شد که آرم مشهور آلمان نازی صلیب "شکسته" در سقف ایستگاه راه‌آهن تهران حک شود که هنوز نیز باقی است.
آخرین پیچ راه‌آهن را رضا شاه در ایستگاه سفید چشمه (که هم‌اکنون نورآباد نام دارد) در استان مرکزی طی مراسمی بست.